# Черкасская епархия ПЦУ
Черкасская епархия Православной Церкви Украины (укр. Черкаська єпархія Православної Церкви України)  – епархия Православной церкви Украины в административных границах Черкасской области.
По состоянию на 2012 год епархия насчитывала 156 приходов. 
Правящим архиереем с 2003 года является епископ Иоанн (Яременко), с 23 января 2012 года — митрополит.